# Allt-a-Bhainne
Allt-a-Bhainne ist eine Whiskybrennerei in Favillar, Moray, Schottland, Großbritannien.

## Geschichte
Der Name Allt-a-Bhainne (sprich: aulta-wanje) kommt aus dem Gälischen (Allt a' Bhainne) und bedeutet „Milchbach“.
Die Brennerei wurde 1975 durch Chivas Brothers, ein Tochterunternehmen von Seagram, gegründet. 1989 wurde die Kapazität verdoppelt, indem zwei weitere Brennblasen eingebaut wurden. Mit der Übernahme ging die Destillerie am 19. Dezember 2001 an Pernod Ricard, welche sie im Oktober 2002 stilllegten. Am 27. Mai 2005 wurde die Brennerei wieder in Betrieb genommen.

## Produktion
Das Wasser der zur Region Speyside gehörenden Brennerei stammt aus den Scurran und Rowantree Burns. Die Destillerie besitzt einen Maischbottich (mash tun) (8,4 t) aus Edelstahl, acht Gärbottiche (wash backs) (zusammen 352.000 l) ebenfalls aus Edelstahl, zwei wash stills und zwei spirit stills die durch Dampf erhitzt werden.

## Produkte
Erst seit 2018 existiert auch eine offizielle Abfüllung des Malt-Whiskys. Die am Markt erhältlichen unabhängigen Abfüllungen stammen noch aus der Zeit vor dem Eigentümerwechsel. Pernod Ricard verwendet die hergestellten Whiskys in Blends.